# Maceo Rigters
Maceo Rigters, född 22 januari 1984 i Amsterdam, är en nederländsk fotbollsspelare som senast spelade som anfallare i Gold Coast United. Han började sin karriär i SC Heerenveen och har sedan dess bland annat spelat för NAC Breda, Blackburn Rovers, Norwich City FC och Willem II. Han har också spelat i Nederländernas U21-landslag.